# 스위디시 발훈트

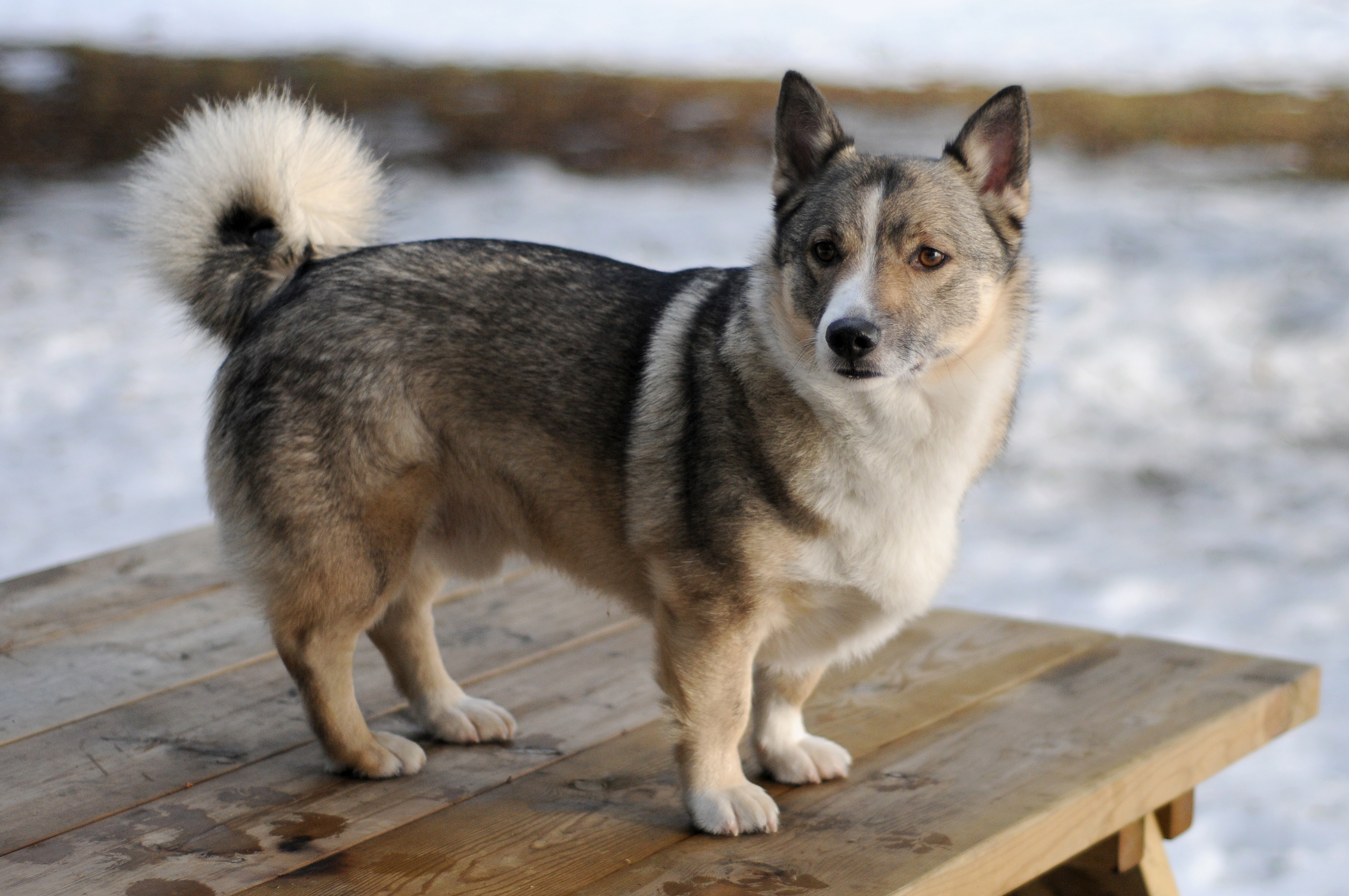

스위디시 발훈트(Swedish Vallhund)는 스웨덴 출신의 개 품종이다. 이 품종의 이름 발훈트는 영어로 번역될 때 목축견을 의미한다. 스웨디시 발훈트는 원래 1,000년 전에 소를 몰고 목동으로 길러졌기 때문이다. 1942년에 이 개는 거의 멸종 위기에 이르렀으나 스웨덴 국민인 비요른 폰 로젠과 K. G. 제터스텐의 주의 깊은 사육과 홍보 덕분에 이 품종의 인기가 다시 살아나고 멸종 위기에 처할 수도 있었다. 1943년에 스웨덴 켄넬 클럽(Swedish Kennel Club)은 스웨디시 발훈트를 품종으로 인정하고 공식적으로 스웨디시 발훈트를 부흥이 일어난 지역인 베스테르예틀란드의 "Västgötaspets"로 분류했다. 그 이후로 이 품종은 10개국 이상에서 인정받고 사육되었으며 어느 정도 인기를 얻었다.